# Adaptation au changement climatique

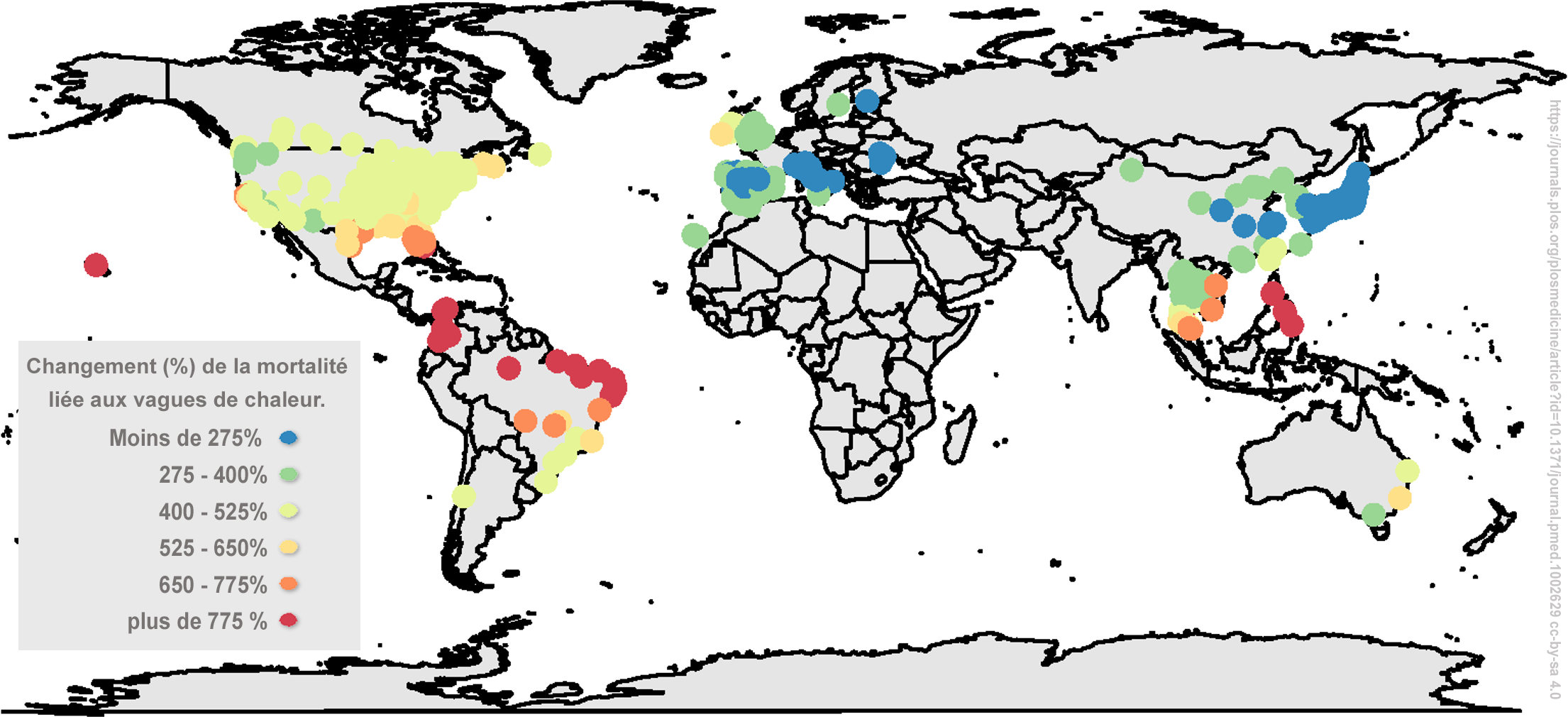
Cartographie des risques/prospective : Sans mesures d'adaptation, les vagues de chaleur pourraient devenir au XXIe siècle source d'une surmortalité chronique (jusqu'à 700% plus élevée en zone tropicale) ; ici modélisées en 2031–2080 par rapport à 1971–2020, dans l'hypothèse d'un scénario RCP8.5 + scénario démographique à forte variante, et sans mesure d'adaptation)

Stratégies d'adaptation aux changements climatiques pour diminuer les risques face à l'élévation du niveau marin pour les communautés côtières : ➀ pas de réponse ; ② protection avancée ; ③ ajustement ; ④ avancée ; ⑤ retrait ; ⑥ adaptation basée sur les écosystèmes.

L’adaptation au changement climatique est l'ensemble des stratégies, initiatives et mesures visant à réduire la vulnérabilité des systèmes naturels et humains contre les effets (présents et attendus) du réchauffement climatique. Le mot adaptation évoque une aptitude à s'ajuster, et donc une vision dynamique voire évolutive du fonctionnement des sociétés.
Les stratégies d'adaptation complètent les mesures d'atténuation qui visent, elles, à moins émettre de gaz à effet de serre et à restaurer ou protéger les capacités de puits de carbone des écosystèmes ou agroécosystèmes car même si l'on cessait toute émission de gaz à effet de serre, l'inertie climatique implique des décennies (voire siècles) de perturbations anthropiques du climat.
L'adaptation est à la fois individuelle (modifications de comportements) et collective (impliquant tant les collectivités que les entreprises, associations, etc.).
Dans plusieurs pays, dont en France (via les plans climat-air-énergie territorial (PCAET) et les schémas régionaux d'aménagement, de développement durable et d'égalité des territoires (SRADDET) par exemple), la législation prévoit d'intégrer l'adaptation dans les processus d'aménagement du territoire et de pilotage du développement durable.

## Éléments de définition

### Dans le monde
Au sens large et pour le GIEC l'adaptation au changement climatique est « la démarche d'ajustement au climat actuel ou à venir, ainsi qu’à ses conséquences. Il s'agit à la fois de réduire les effets préjudiciables du changement climatique tout en exploitant les effets bénéfiques ». L’adaptation aux changements climatiques a été inscrite dans l’Accord de Paris qui y consacre son article 7 et son préambule explicite le fait que l’adaptation doit être considérée au même titre que l’atténuation. Toutefois, l’Accord de Paris ne définit pas clairement ce qu’est l’adaptation. Il énumère plutôt les objectifs de l’adaptation, qui ne contribuent pas véritablement à en apprécier le périmètre exact : renforcement des capacités d’adaptation, accroissement de la résilience et réduction de la vulnérabilité, en vue de contribuer au développement durable.
Les solutions d'adaptation vont varier selon les zones biogéographiques et les contextes loco-régionaux. Leurs enjeux sont plus aigus dans les régions où le climat est déjà extrême (ex : zone polaire et pergélisol, déserts et zones subdésertiques) et dans certaines zones plus vulnérables (polders et îles basses notamment). Ainsi la définition des groupes « prioritaires » ou « activités prioritaires » et la hiérarchisation des enjeux changeront selon le contexte. Et des modes d'exploitation de l'environnement pouvant être incompatibles avec des zones densément peuplées et riches pourraient s'avérer être des facteurs de résilience dans certaines zones de pays en développement.
Un facteur important est la « sensibilité » du système (écosystème, agrosystème, infrastructures…) ou de la population dans la région considérée. Cette « sensibilité » est dans ce contexte définie par le GIEC comme « degré d'affectation positive ou négative d’un système par des stimuli liés au climat. L'effet peut être direct (modification d’un rendement agricole en réponse à une variation de la moyenne, de la fourchette, ou de la variabilité de température, par exemple) ou indirect (dommages causés par une augmentation de la fréquence des inondations côtières en raison de l’élévation du niveau marin, par exemple) ». La résilience doit être appréhendée au regard de cette sensibilité non seulement face à un type d'évènement, mais face à une répétition de ces évènements, ou face à la conjonction de plusieurs évènements affectant les entités considérées.
Selon la Stratégie internationale de prévention des catastrophes des Nations unies (en), l'adaptation est « l'ajustement dans les systèmes naturels ou humains en réponse à des changements climatiques actuels ou attendus, ou à leurs effets, qui atténue les dommages ou en valorise les bénéfices ». L'UNISDR précise que le concept peut être aussi appliqué à des facteurs non-climatiques comme l'érosion du sol ou de sa surface.

### Définitions européennes
Dans son livre vert, l'Europe juge que l'adaptation est nécessaire, mais qu'elle ne doit pas faire oublier l'atténuation (mitigation pour les anglophones), car plus le réchauffement sera important « plus les coûts de l’adaptation monteront en flèche. Voilà pourquoi l’atténuation est une nécessité impérieuse pour la communauté internationale ».
Dans son livre blanc (2009), l'Europe insiste sur l'adaptation de la gestion des écosystèmes pour les rendre plus robustes et résilients face au changement. Elle propose parmi les actions prioritaires à mener (« UE et États membres ») de « Promouvoir des stratégies destinées à renforcer la résilience face au changement climatique en ce qui concerne la santé, les infrastructures et les fonctions productives des sols, notamment en améliorant la gestion des ressources en eau et des écosystèmes ».
L'Europe propose 3 types de stratégies à combiner :
- Atténuation. Elle consiste à limiter la vitesse d'augmentation des taux de gaz à effet de serre dans l'air, en maîtrisant mieux des gaspillages énergétiques, en substituant des énergies nouvelles aux énergies fossiles et en stockant du carbone. L'atténuation consiste à mettre en place des programmes de développement durable. Pour les États, ce sont des stratégies nationales de développement durable, pour les collectivités, des agendas 21, et pour les entreprises, des programmes de responsabilité sociétale des entreprises.
- Adaptation. Elle consiste à rendre les systèmes ou territoires moins vulnérables au dérèglement climatique, par des actions diminuant les impacts effectifs du changement climatique, ou améliorant les capacités de réponse des sociétés et de l'environnement (naturel ou cultivé)[11]. L'ajustement des systèmes naturels ou humains en réponse à des stimuli climatiques présents ou futurs ou à leurs effets, afin d’atténuer les effets néfastes ou d’exploiter des opportunités bénéfiques.
- Transition. Le changement sera probablement à la fois caractérisé par une succession de pics extrêmes (canicules, inondations, etc.) et une tendance continue au réchauffement global. Il ne s'agit donc pas, rappelle le CEDD de « savoir comment s’adapter à un « nouveau » climat, mais de savoir comment et à quel coût nous pouvons adapter nos sociétés à un climat « sans cesse changeant ». L’adaptation doit donc être comprise comme une politique de transition permanente sur le très long terme. Un plan d’adaptation sur quelques années n’est qu’une étape dans ce processus[12]. » De plus, dans le même temps la dégradation des écosystèmes pourrait exacerber d'éventuelles crises sociales, économiques et géopolitiques. Il sera parfois impossible ou trop coûteux de s’adapter « à la marge » en maintenant à l’identique et au même endroit les activités ou les services existants.
« De manière générale, la vulnérabilité (V) et la capacité d’adaptation (CA) sont (…) considérées comme inversement proportionnelles, un faible niveau de V engageant de bonnes CA, et vice versa. Les scientifiques ont ainsi établi que la V était une fonction à la fois de l’exposition du système aux aléas naturels et de sa CA »[13].
« S’adapter au changement climatique requiert souvent des bifurcations vers d’autres activités et/ou d’autres localisations »[12], ce qui implique un cadre international, solidaire, intersectoriel et une approche très prospective et anticipatoire de l'aménagement du territoire et des plans d'urbanisation (ou de désurbanisation, modification ou arrêt de l'agriculture dans les zones les plus vulnérables, tels que déjà pratiqués aux Pays-Bas dans certaines zones de polders qu'on rend à la mer). La question des transitions entre activités et/ou entre régions devient dès lors un enjeu central. Depuis les années 2000 émergent en France dans certaines collectivités des programmes de transition écologique, de transition écologique et sociale, avec notamment depuis 2011 des assises de la transformation écologique et sociale régionale (TESR) organisée par la région Nord-Pas-de-Calais.

### Définitions retenues en France
Le Conseil économique pour le développement durable a défini l'adaptation comme :

« l'ensemble des évolutions d'organisation, de localisation et de techniques que les sociétés devront opérer pour limiter les impacts négatifs du changement climatique et en maximiser les effets bénéfiques. »

Il s'agit aussi donc d'anticiper les effets des dérèglements climatiques sur l'environnement, et donc sur l'économie, la société, la santé et la vie quotidienne, voire d'en valoriser certains aspects là et quand cela apparaît possible. Le Code de l'environnement précise aussi que la gestion de l'eau « prend en compte les adaptations nécessaires au changement climatique »

## Histoire de la prise en compte de l'adaptation aux changements climatiques
Hormis très localement où elle était vitale (aux Pays-Bas, régulièrement menacés par la mer, où un vaste Plan digue a été relancé date de 1953), l'adaptation est restée un sujet secondaire jusqu'à la fin des années 1990, malgré la prise de conscience de l'avancée des déserts (du Sahara et de Gobi notamment). L'adaptation était évoquée lors d'urgences, ou dans les démarches de développement soutenable, derrière les mesures de lutte et d'atténuation.
Puis, dans un contexte de crise écologique et socio-économique mondialisées, il est apparu que le monde n'a pas réussi à suffisamment diminuer ses émissions globales de gaz à effet de serre, ni à stopper la dégradation de ses puits naturels de carbone. L'adaptation prend alors une importance croissante, dont dans la négociation internationale, avec par exemple la question des réfugiés climatiques et des solidarités Nord-Sud, entre riches et pauvres, ou encore entre régions privées et dotées de ressource en eau.
Lors du One Planet Summit (Paris, décembre 2017) la France, la Banque mondiale et l’ONU ont invité la finance internationale à prendre en compte le climat dans ses investissements ; Des programmes et mesures visant l'adaptation ont été annoncés par la Commission européenne et divers États (dont la France) et par la Fondation Bill Gates, à hauteur de 650 millions de dollars (553 millions d’euros) pour l’adaptation agricole en Afrique notamment. L’AFD s'inscrit dans le projet Adapt’Action (Adaptation de 15 pays vulnérables au changement climatique). Deux banques de développement, cinq alliances représentant plus de 450 signataires issus de 94 pays, et 47 entreprises se sont engagées à créer une plateforme d’incubation (qui devrait financer 100 projets en Afrique en cinq ans, pour l’eau et le climat, en mettant « efficacement en relation les bailleurs et les acteurs de terrain, avec un montant initial de 20 millions d’euros à investir sur la période »). Le rôle des femmes est mis en avant pour l'action contre le réchauffement et pour l'adaptation ; de même pour la micro-finance qui permet aux petits projets locaux de se faire.
À l'initiative des Pays-Bas, la Global commission on adaptation (GCA) s'est réunie à La Haye le 16 octobre 2018. Cet organisme, présidé par l'ancien secrétaire général des Nations unies Ban Ki-moon, réunit dix-sept pays, dont l'Allemagne, le Canada, la Chine, la France et l'Inde. La GCA s'est engagée à présenter dans un délai d'un an un calendrier de mesures pour faire face aux conditions climatologiques extrêmes attendues. Pour faire le point sur les progrès accomplis, un sommet mondial sur le climat, Climate Adaptation Action Summit, sera organisé en 2020 aux Pays-Bas.
Le sommet en ligne « Climate Adaptation Summit 2021 » est organisé par le gouvernement néerlandais les 25 et 26 janvier 2021.

## Limites des stratégies d'adaptation aux changements climatiques
Un article de la revue Science du 3 juillet 2015 prévoit qu'au-delà de 2 °C de réchauffement, il y aura des impacts massifs et souvent irréversibles pour les écosystèmes océaniques et les services qu'ils fournissent ; les options pour la protection, l'adaptation et la réparation deviendraient alors plus rares et moins efficaces.
Alexandre Magnan (géographe à l'IDDRI) notait en 2010 que face à des dérèglements qui sont à la fois ponctuels (événements extrêmes, peu prévisibles dont certains ne résultent que des effets de la variabilité climatique et tendanciels), « « mettre en œuvre » l’adaptation reste un univers de flou » où la communauté scientifique internationale manquait encore de recul et de maturité sur ce sujet « tant du point de vue de ses logiques que de ses formes ». L'adaptation doit elle être un mécanisme de continuité (endiguements, rehaussements, installation de climatiseurs ou de canons à neige dans les stations de sports d'hiver) ou passer par des ruptures (construction sur pilotis ou flottantes..) ou par certains abandons (abandon progressif de zones de polders à la mer par exemple) ?
Le sixième rapport d'évaluation du GIEC, dont le volet consacré à l'adaptation paraît en 2022, constate l'existence de nombreuses limites à l'adaptation, qu'il divise en limites souples (techniques, financières, etc., qui peuvent être repoussées) et dures (physiques et indépassables) : ainsi, l'adaptation n'empêche pas l'existence de pertes et dommages. D'autre part, il souligne avec une confiance élevée que plus le réchauffement sera important, plus nombreux seront les écosystèmes et systèmes humains à atteindre des limites à l'adaptation. Les efforts d'adaptation ne doivent donc pas substituer aux mesures d'atténuation (réduction des émissions de gaz à effet de serre, notamment), écrit-il en substance,,,. Selon un rapport de l'ANRT de 2024, une planification stratégique intégrant des innovations technologiques est nécessaire pour repousser les limites de l’adaptation, notamment en matière de gestion de l’eau, de résilience énergétique et d’agriculture durable. Sans une approche proactive et financée, certaines régions atteindront rapidement des seuils critiques de vulnérabilité.
Par ailleurs, les auteurs du rapport soulignent qu'il existe des risques de mal-adaptation, c'est-à-dire d'actions qui accroissent les risques et impacts du réchauffement, en augmentant la vulnérabilité d'un système (humain ou naturel) ; la mal-adaptation touche particulièrement les groupes humains vulnérables ou marginalisés (« confiance élevée »),. Le GIEC indique avec une « confiance élevée » qu'elle est observée de manière croissante à travers le monde,.

## Typologies des stratégies d'adaptation
Deux grandes formes d'adaptation, complémentaires et nécessaires co-existent :
1. L’adaptation réactive : c'est une réaction rapide et spontanée, dite ex post aux impacts adverses du changement climatique, lorsqu’ils se produisent[29])
2. l'adaptation anticipative et planifiée qui va notamment chercher à réduire les vulnérabilités à moyen et long terme, via des actions « sans regrets » ou « réversibles »[30],[31].

En réalité ces deux approches sont parfois conjointes et lancées dans l'urgence ; Ainsi selon le CEDD « le Plan Climat adopté en France après la canicule de 2003 peut être interprété à la fois comme une réaction à l’évènement de 2003, et comme une manière d’anticiper des évènements similaires dans le futur », et le système d'alerte qui aurait pu diminuer le nombre de tués par le séisme du 26 décembre 2004 dans l'océan Indien n'a été mis en place qu'ensuite). Hallegatte (2010) a montré que la gestion réactive des risques à La Nouvelle-Orléans a conduit à des catastrophes de plus en plus graves et coûteuses ; alors que la gestion proactive et anticipatoire des Néerlandais a permis une maîtrise des risques bien plus efficace.

## Enjeux

### Financement
Le secrétaire général des Nations unies António Guterres appelle le 25 janvier 2021 les États et les bailleurs de fonds internationaux à consacrer « la moitié des financements climat à l'adaptation des pays en développement ». Selon l'OCDE, les fonds accordés servent bien plus souvent à soutenir les pays dans leurs efforts de réduction des émissions de gaz à effet de serre (66 % des financements) qu'à les aider à s'armer au plus vite contre les effets du réchauffement (25 %). Selon le rapport 2020 du Global Center on Adaptation (en) (GCA), les fonds consacrés à l'adaptation (environ 30 milliards de dollars par an) couvrent seulement un dixième des besoins des pays en développement à satisfaire en la matière (300 milliards).

### Justice climatique et inégalités
Le dérèglement climatique aggrave souvent les inégalités géographiques, socioéconomiques, sanitaires et écologiques. Si le nombre de victimes directes d'évènements climatiques a pu être divisé par dix grâce aux systèmes de veille et d'alerte, à une meilleure gestion de crise et des risques (OMM, 2009), le bilan humain (réfugiés climatiques, migrants...) et socioéconomique reste lourd ; Pour 8.500 « catastrophes naturelles » comptabilisées de 1970 à 2009, les vingt-cinq qui ont le plus coûté se sont toutes produites après 1987 et dans vingt-trois cas les conditions climatiques étaient responsables, tuant près de deux millions de personnes, et générant environ 1,500 milliards de dollars de dégâts. Le rapport Stern (2006) a montré que l'inaction face au changement climatique aura un coût croissant.
Au cœur des processus de gouvernance, de formation et d'information, dans la perspective d'un développement soutenable à moyen et long termes, des enjeux forts de solidarité se dessinent donc ; solidarité riches/pauvres, intergénérationnelle, Nord/Sud, Local/global, homme-nature ou encore coupable/victime des émissions de GES... mais aussi une solidarité intergénérationnelle via la prise en compte par le droit et l'aménagement du territoire des générations futures.

### Gouvernance
Des processus de travail collaboratif et solidaire, des transferts de savoir et savoir-faire, pourraient faciliter la rédaction, puis la mise en œuvre et la mise à jour des volets adaptation des plans climats. De nouveaux processus, mieux partagés et plus anticipatoires de gestion de l'environnement, de gestion de crise, d'aide aux victimes, et en particulier de gestion de l'eau, des sols et des ressources alimentaires, ou énergétiques comptent parmi les enjeux majeurs du XXIe siècle.
Tout en améliorant l'autonomie énergétique aux échelles locales, les réseaux de distribution de gaz, d'électricité, d'eau doivent se préparer à être mieux interconnectés et solidaires pour faire face aux impacts des crises d'origine climatique qui nécessiteront une coopération accrue entre les distributeurs.
La question de réserves partagées (alimentaires, foncières, en eau, en semences, etc) est également posée, sous l'égide de l'ONU notamment.

### Territorialisation
L'adaptation est à finement territorialiser selon la vulnérabilité du territoire, et donc notamment en fonction de facteurs biogéographique et selon les infrastructures et selon les vulnérabilités propres aux acteurs locaux. Ce travail est rendu délicat par le fait qu'il existe d'importantes marges d'incertitudes temporelle et géographique en matière de prospective climatique. Il est de plus difficile d'appliquer le principe de précaution dans l'aménagement du territoire ; Une part des stratégies d'adaptation restera peut-être théorique car relevant de la précaution, dans un domaine où la prospective repose sur des scénarios de probabilités et non des certitudes absolues, y compris quant à l'ampleur, aux coûts et à la localisation des conséquences attendues, très variables selon les scénarios retenus. Enfin, le potentiel d'adaptation pour les systèmes humains et écologiques est très inégal selon les régions et contextes économiques. La capacité d'adaptation est très liée au développement social et économique (GIEC, 2007) du territoire.
Des enjeux plus spécifiquement urbains se dessinent alors que la population mondiale est maintenant plus urbaine que rurale. Une gestion repensée de l'espace urbain, du bâti (qui pourrait être plus végétalisé) et des espaces verts, organisée autour d'une trame verte urbaine pourrait intégrer de nouveaux systèmes de recyclage et de services écosystémiques dans une ville moins artificialisante et plus nourricière (agriculture urbaine) « Associer le climat, l’urbain et la nature dans une même réflexion devient aujourd’hui un enjeu majeur ».
Les territoires peuvent aussi développer une organisation sous forme de société « boule de gui » imaginée par Dimitri Carbonnelle et fondée sur la coopération entre territoires et le soutien des organisations publiques et de l'État. Dans une société « boule de gui », les territoires (imagés par les baies) acquièrent un premier niveau d’autonomie et donc apporte un filet de sécurité à leurs habitants, entreprises et acteurs publics. Ils mettent en place des solutions en matière d'énergie, d'alimentation, d'eau, de mobilité, de santé pour tous. (exemple : des panneaux photovoltaïques partagés ou des ceintures maraîchères autour de la ville). Ils renforcent les réseaux de coopération et d'entraide (imagés par les tiges entre les baies).
L’État et des régions ont pour rôle d'aider les collectivités à offrir ce filet de sécurité, pas seulement sur le plan financier mais aussi en donnant un cap, des orientations claires, en apportant des compétences humaines, des outils et en aidant à la mutualisation des ressources et des équipements.

### Sécurité
Le rapport no 5 du GIEC, publié en 2014, mentionne pour la première fois le changement climatique comme un « risque émergent » de conflictualité, perceptible dans la littérature scientifique.
Cependant, dès les années 1980, et de manière croissante dans les années 1990, les réflexions des états-majors et des administrations centrales en matière d’environnement, aux États-Unis et au Royaume-Uni en particulier, se sont multipliées. Le Conseil de Sécurité des Nations unies discute depuis 2007 les liens entre climat et sécurité.
Plus récemment, les stratégies nationales militaires de développement durable, le développement de la géostratégie de l'environnement ou les tentatives d'anticipation des risques climatiques témoignent d’une intensification de l’appropriation de l’environnement et du climat par le monde de la défense,.
De nombreux travaux explorent les liens de causalité entre changement climatique et conflictualité dans la lignée de l'ouvrage de Harald Welzer "Les guerres du climat". L'hypothèse d'une causalité directe entre changement climatique et conflictualité est cependant contestée au sein de la communauté scientifique dont les travaux portent plutôt sur des causalités indirectes.
Cette émergence d'une dimension sécuritaire dans les approches de l'adaptation pose la fois des questions d’ordre structurel et opérationnel pour les armées, tels que le changement de l’environnement opérationnel, le maintien en fonctionnement du matériel, l’approvisionnement énergétique en opération ou encore les impacts environnementaux des conflits avec leurs conséquences sur les populations civiles.

## Des «plans climat» intégrant un volet «adaptation»
L'adaptation est devenu l'un des volets des plans climat, dans une démarche de réduction et de gestion des risques et des dommages, préparée et mise en œuvre par des collectivités, entreprises et individus. On cherche à modéliser l'avenir, mais certains acteurs peuvent aussi tirer parti d'éventuelles études rétrospectives (ex : un réchauffement climatique a déjà touché l'Europe et une partie du globe à l'époque carolingienne, qui a contraint une partie de la population à reculer face à la mer (dans les zones correspondant aux actuels Pays-Bas, une partie de la Belgique et la Flandre maritime française ou le bas-pays du Montreuillois) et prospectives, pour chercher à anticiper les effets des bouleversements climatiques attendus, liés notamment au forçage anthropique de l'effet de serre qui pourrait conduire à une augmentation de 2 °C ou plus d'ici 2100.
Il s'agit en particulier de se préparer (transition) à mieux ou moins subir une augmentation et une aggravation de la fréquence et/ou de l'intensité d'aléas tels que
- Aléas climatiques tels que sécheresses, canicules, augmentation des moyennes de température nocturne, tempêtes, fortes pluies
- Coulées de boue ou glissements de terrain
- Montée du niveau des mers avec pour conséquence une moindre efficacité des digues et des brise-lames et une probable aggravation de l'érosion du trait de côte
- Raréfaction (locale ou estivale) des ressources en eau douce ou potable
- Incendies de forêts, maladies ou attaque parasitaires des arbres dues au stress hydrique
- Régression et dégradation des sols, désertification, salinisation, coulées de boue
- Développement de maladies émergentes dont les maladies infectieuses émergentes, et progression d'espèces invasives
- Chutes de productivité agricole, ou pertes importantes de récoltes ou de cheptels
- remontées d'espèces animales, fongiques ou végétales, ou microbiennes dont certaines pourraient avoir un comportement invasif
- changements d'aires d'espèces végétales, et remontée des forêts vers le nord[50]
- aléas sismiques qui pourraient localement augmenter (rééquilibrages (eustatique et isostatique) à la suite d'une répartition différente des masses de glace, d'eaux douces et marines)

L'Europe distingue deux types de mesures :
- les mesures peu coûteuses (conservation des ressources en eau, modification de la rotation des cultures et des dates de semis, utilisation et sélection de cultivars plus résistants à la sécheresse, à l'ozone, planification publique et sensibilisation
- des mesures plus coûteuses, de protection (digues, barrages, pompes de relèvement) et de relocalisation (ports, lotissements, villages ou villes, zones d'activité). Par exemple, les Néerlandais expérimentent des habitations flottantes et un quartier « flottant ». Des solutions alternatives (ex centrale solaire) aux centrales hydroélectriques défaillantes ou à certaines centrales nucléaires qu'on pourrait ne plus pouvoir suffisamment refroidir en été, pourraient être nécessaires[51].

## Mesures «sans regrets»
Une partie des mesures d'adaptation sont dites « sans regrets », c'est-à-dire qu'elles sont rentables et utiles en soi, ou quelle que soit l’amplitude du réchauffement et le seraient même parfois sans réchauffement.
Par exemple, de nouveaux produits assurantiels, de nouveaux emplois et matériaux et stratégies urbanistiques seront rentablement créés avec l'isolation thermique passive, le solaire, l'écodomotique, la climatisation passive, etc. L'adaptation consiste aussi - dans certaines régions - à valoriser quelques avantages possibles d'un réchauffement (allongement de période touristique plus au nord, certaines cultures profiteront de l'allongement des périodes de végétation, en Scandinavie par exemple).
Une expression franglaise « climate proofing » est apparue, décrivant le processus garantissant la viabilité d'un investissement pour toute sa durée de vie par la prise en compte du changement climatique (y compris pour sa fin de vie / Voir Analyse du cycle de vie).

## Modes d'adaptation
Ils concernent à la fois, les biens, les services, l'environnement et les personnes. Différentes stratégies sont possibles et complémentaires, pour adapter notre environnement construit et cultivé pour qu'il résiste mieux aux aléas climatiques attendus ou potentiels, et pour une adaptation préventive des personnes et des systèmes (individuelle et collective), à la fois à des changements pour partie incertains (ce qui passe aussi par des changements de comportements, voire sociétaux).
Parmi les stratégies déjà testées ou en préparation figurent :
- stratégie d'adaptation « à petits pas », c'est-à-dire au fur et à mesure de la concrétisation d'aléas climatiques,
- stratégie d'adaptation « à grands pas », où au contraire, via des grands projets ou des lois-cadres, un état, une région ou de grandes collectivités imposent une adaptation préventive de l'aménagement et de la gestion du territoire ;
- stratégies à plusieurs options ouvertes, basées sur des scénarios prospectifs ;
- stratégies intégrant et cherchant à favoriser des éléments de résilience écologique, économique, sociale, sanitaire...
- mise en place d'outils de gestion du risque et d'assurance, éventuellement avec provisionnement ;
- mise en place d'outils de gestion ou gestion restauratoire des ressources (foncières, en eau, halieutiques, ligneuses, etc) ;
- mise en place de solidarités territoriales (par exemple dans le cadre d'un schéma directeur d'aménagement et de gestion des eaux (SDAGE) pour ce qui concerne l'eau, en Europe), mais face à des risques de grande ampleur (submersion par la mer par exemple), ces solidarités sont rapidement aujourd'hui limitée, comme le montre notamment la question non résolue du statut des réfugiés climatiques ;
- adaptation aux conditions climatiques attendues et aux aléas météorologiques extrêmes,
- adaptation des modes de subvention (écoéligibilité, écotaxes…) ainsi que des normes et règlements concernant l'aménagement du territoire et la construction ;
- ouvrages de défense (digues, écluses, pompes…) contre les inondations et contre l'invasion marine des terres basses ;
- cultures ou élevages plus tolérant à la sécheresse ou au sel (ex : pré salés) ; l'Institut national de la recherche agronomique (INRA) a mis en place en 2012 une plate forme de recherche sur la tolérance des plantes à la sécheresse[53] ;
- gestion forestière restaurant la fonction de puits de carbone (par exemple avec le projet CARBOFOR[54] en France) et les conditions d'une meilleure résilience face aux tempêtes, maladies, parasites et incendies (par exemple en forêt méditerranéenne, où le retour de feuillus dans une canopée de pin d'Alep doit permettre à la forêt (flore et faune) de mieux s'adapter à la montée des températures et d'être plus résiliente aux incendies[55]) ;
- corridors biologiques climatiques. À intégrer dans les trames vertes terrestres, ils doivent permettre aux espèces de migrer vers des zones climatiques permettant leur survie et faciliter les grandes ou petites migrations naturelles annuelles de nombreuses espèces. L'Australie a ainsi commencé à mettre en place le premier corridor climatique à l'échelle d'un continent. Et en 2009, dans son « Livre blanc sur l'adaptation au changement climatique », la commission européenne a demandé[56] en 2009 aux États-membres et parties prenantes de la biodiversité, concernant la gestion et protection des habitats naturels, qu'il soit tenu « compte des incidences du changement climatique dans la gestion de Natura 2000 afin d'assurer la diversité des zones naturelles et une connexion entre ces dernières et, partant, de permettre aux espèces de migrer et de survivre lorsque les conditions climatiques changent », la commission précisant que « à l'avenir, il pourra être nécessaire d'envisager de rendre le paysage perméable de manière à améliorer l'interconnexion des zones naturelles »[56]. Parallèlement, la commission propose aussi comme objectif d'« étudier les politiques et mesures possibles pour augmenter la capacité de stockage de l'eau des écosystèmes en Europe »[56], afin de rendre les écosystèmes plus écologiquement résilients[56]. Pour réaliser l'état des lieux des espaces naturels non fragmentés les scientifiques travaillant sur cette thématique utilisent des satellites[57].

## Variantes géographiques de l'adaptation

### Afrique
Un programme NECTAR (Négociations Climat pour Toute l'Afrique Réussies) est soutenu par l'Initiative Climat et Développement de la Francophonie (ICDF) lancée en 2005 par l'Institut de l'énergie et de l'environnement de la Francophonie (IEPF) pour aider l'Afrique à intégrer l'adaptation au changement climatique dans ses projets de développement durable, pour la période post-Kyoto (après 2012). Six études sectorielles de l'IEPF ont été publiées en 2008 pour identifier des priorités sectorielles (bâtiments & urbanisme; agriculture, forêts, énergie, eau & assainissement, transport) pouvant servir de base aux négociations internationales,,,.

### Amérique

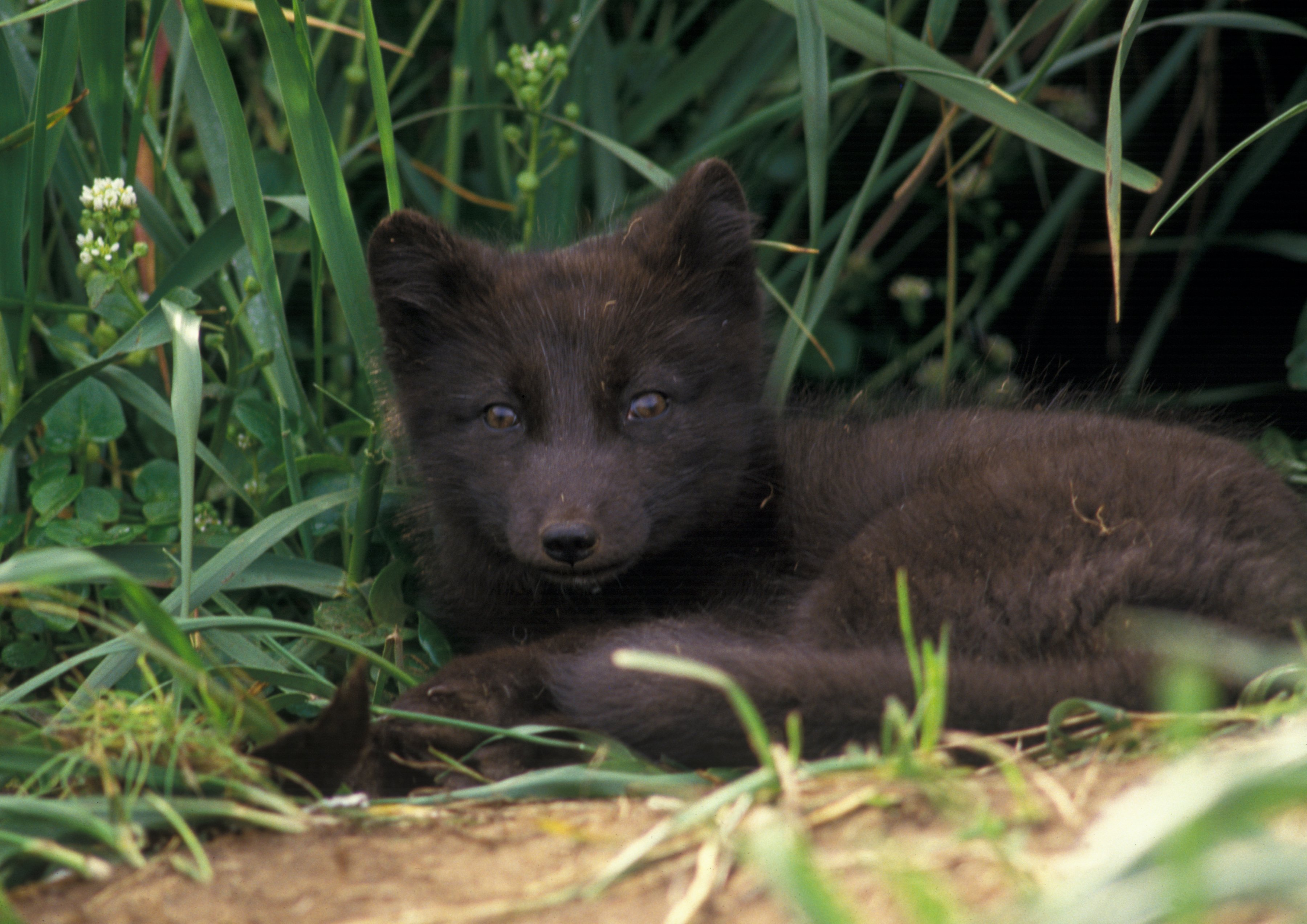
La biodiversité en question : un renard arctique sur l'île Saint-Paul, au large de l'Alaska.

En Amérique du Nord, quelques États ont mis en place des stratégies d'adaptation, et il a fallu attendre l'administration Obama pour lancer des travaux pluridisciplinaires et plus significatifs sur ce sujet. Un budget spécifique a été attribué en 2010 aux Centres pour le contrôle et la prévention des maladies (CDC).
Au Canada, en décembre 2020, le gouvernement fédéral s’est engagé à élaborer une première stratégie nationale d'adaptation aux changements climatiques du Canada. Dirigé par Environnement changements climatiques Canada ainsi que d'autres ministères tels que Services Autochtones Canada, cette stratégie vise à mettre en place des solutions d'adaptation en matière de santé, de résilience d'infrastructures, de gestion de l'environnement, de soutenir l'économie canadienne ainsi qu'en matière de gestion des risques liées aux urgences climatiques, et ce, afin de renforcer la résilience communautaire et de mieux les préparer aux effets des changements climatiques. La stratégie comprendra également un système national de surveillance et d’évaluation afin de mesurer les progrès réalisés et d’assurer une meilleure collaboration au sein des acteurs en adaptation aux changements climatiques au Canada.
Le Québec a mis en place son plan d'action 2006-2012 sur les changements climatiques et prépare actuellement le plan d'action 2013-2020 sur les changements climatiques (PACC 2013-2020). Le site Mon climat, ma santé a été mis en place pour faciliter l'adaptation et diminuer l'impact des changements climatiques sur la santé.

### Asie
En Asie, les plans d'actions sont plus réactionnels; visent à agir sur les causes, plutôt que les conséquences, cela dépend tout de même des pays en question. Par exemple, la mesure visant a réduire la natalité en Chine agit sur la surpopulation, une cause principale du dérèglement climatique. Par contre, l'Indonésie a par exemple décidé en 2019 de déplacer sa capitale Jakarta à Bornéo, moins en proie a la montée des eaux et à la sécheresse des nappes phréatiques.

### Europe

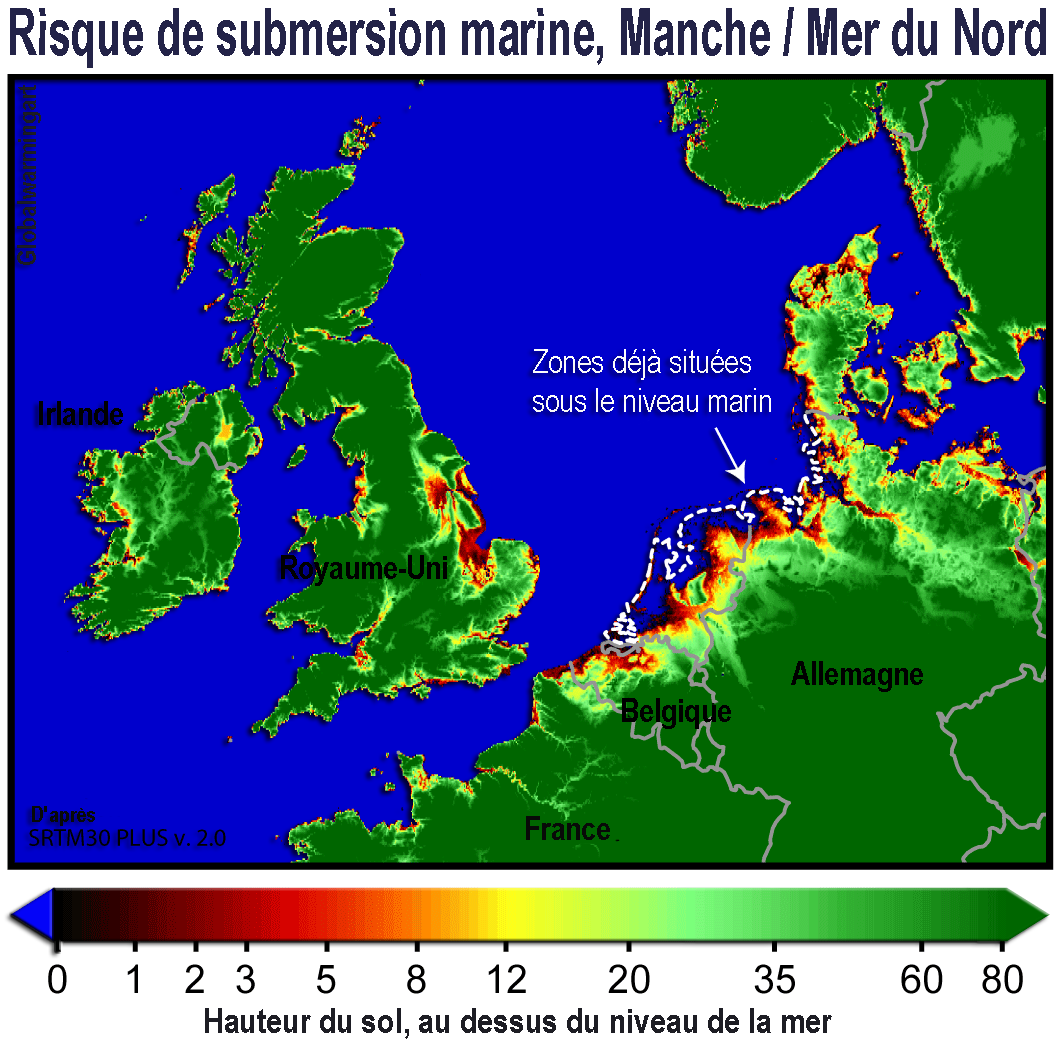
Zones à risques de submersions marines, pour l'Europe.

Les cartes interactives disponibles en 2012 pour plus de 500 grandes villes européennes, et les études disponibles montrent une grande variation dans la vulnérabilité des régions et villes européennes face au changement climatique. Des esquisses ou propositions de réponses sont présentées dans le rapport Urban adaptation to climate change in Europe (Adaptation urbaine au changement climatique en Europe). Dans le cadre de son programme sur le changement climatique, le 29 juin 2007, la Commission européenne a publié et mis en consultation un Livre vert sur « L’adaptation au changement climatique en Europe (sous-titré : les possibilités d’action de l’UE »). Il propose plusieurs possibilités d’action pour traiter les effets du changement climatique. L'étape de consultation s'est terminée en octobre 2007 ; ces deux premières phases devant être le support de débats avant une prise de décision prévue en 2008. Il prône à la fois l'adaptation et l'atténuation.
En 2007 la commission a annoncé prévoir la création d'un « groupe consultatif européen sur l'adaptation ».
En février 2008, L'UE encourage tous les acteurs à se préparer à vivre avec le changement climatique, c'est-à-dire préparer leur adaptation au changement climatique,, avec une triple priorité concernant l'adaptation :
- Anticiper les effets du changement climatique.
- Prendre des mesures rentables pour réduire les impacts néfastes.
- Développer des stratégies aux niveaux local, régional, national et communautaire.

Les Pays-Bas préparent une dépoldérisation partielle. Des pays baltes (Estonie, Finlande, Allemagne, Lettonie, Lituanie et Pologne) mettent en œuvre un projet ASTRA, (Interreg III B) visant à hiérarchiser et localiser les risques et anticiper les effets du changement climatique sur les zones littorales de la Baltique.
En 2012, l'Agence européenne de l'environnement a publié un rapport Urban adaptation to climate change in Europe Challenges and opportunities for cities together with supportive national and European policies. Elle héberge également une plate-forme de partage de données et d'informations sur l'adaptation au changement climatique dite Climat-ADAPT, créée en coopération avec la Commission européenne.
En avril 2013, la Commission européenne a publié sa « stratégie européenne pour l'adaptation au changement climatique ».
En octobre 2020, le Parlement européen adopte le principe d'une méthode consistant à simuler des stress tests d'adaptation au changement climatique des projets qu'elle finance ou cofinance. Ce dispositif aura un fort impact, car l'immense majorité des infrastructures européennes reposent sur des cofinancements communautaires.

#### France
Un premier plan national d'adaptation au changement climatique (PNACC) a été lancé en 2011 pour cinq ans 2011-2015. Il remplace une première « stratégie nationale d'adaptation au changement climatique » (juillet 20078, validée par le gouvernement en 2006 pour préparer le pays à vivre dans un climat modifié, en planifiant l'adaptation de différents secteurs d’activités, avec la société civile, et sous la responsabilité du Délégué interministériel au développement durable. Elle réévaluait les critères et seuils d'aléas et des vulnérabilités au regard des changements attendus. 
Elle fixait des stratégies à l'État et les proposant à ses partenaires économiques et sociaux, avec quatre priorités et 9 axes d'application :
- Quatre priorités :
  - Sécurité et santé publique.
  - Aspects sociaux : les inégalités devant le risque.
  - Limiter les coûts, tirer parti des avantages.
  - Préserver le patrimoine naturel.
- Neuf axes :

1. Développer la connaissance.
2. Consolider le dispositif d’observation.
3. Informer, former, sensibiliser les acteurs (élus, administrations, collectivités, agences et établissements publics, entreprises, – associations, citoyens, consommateurs, sans oublier les médias).
4. Promouvoir une approche adaptée aux territoires.
5. Financer l’adaptation.
6. Utiliser les instruments législatifs et réglementaires.
7. Favoriser approche volontaire et dialogue avec les acteurs privés.
8. Prendre en compte la spécificité de l’outre-mer.
9. Contribuer aux échanges internationaux.

…en traitant transversalement de l'eau, la gestion et prévention des risques, la santé et la biodiversité, avec une approche spécifiques pour des secteurs qui seront a priori touché par les changements climatiques que sont l'agriculture, l'énergie, l'industrie, les transports, le tourisme, les banques et les assurances. Une approche par milieux (ville, mers et littoraux, montagne et forêt.
- En mars 2007 dans le cadre du plan climat français un Groupe interministériel « Impacts du changement climatique, adaptation et coûts associés en France » lance une étude sectorielle sur les impacts du changement climatique et les mesures d’adaptation à mettre en œuvre (pour les secteurs Santé, Agriculture-Forêt, Eau, Tourisme, Risques et assurances, Territoires, Biodiversité et "Énergie & Infrastructures de transport et cadre bâti"), en vue notamment de produire un Plan d’adaptation à l’échelle nationale. Le rapport final sera publié en 2009[85]
- mi 2008, la Caisse des dépôts et consignations a préparé un club des décideurs territoriaux pour l’adaptation (villes, urbanistes, experts en matière de climat et HQE, sociologues, économistes, etc.).
- En 2009, une étude pilotée par le secrétaire général aux affaires régionales a concerné une zone littorale allant de Marseille à la frontière italienne et un travail interministériel a évalué le coût économique de l’adaptation en France (publiée en septembre 2009) ;

Le Grenelle de l'Environnement, les lois Grenelle I et Grenelle II, via notamment la trame verte et bleue, ainsi que le Grenelle de la mer (qui a entamé son travail fin mars 2009) ont aussi traité de l'adaptation. Certaines régions dont la région Rhône Alpes se sont également impliquées en aidant l'élaboration de stratégies locales, en produisant un plan climat régional, en publiant des guides…
En décembre 2009, des groupes de travail ont préparé des propositions (« adoptées par consensus ») à soumettre à concertation pour élaboration le premier Plan national d'adaptation au changement climatique, prévu par la loi Grenelle II qui impose par ailleurs aux grandes collectivités d'adopter - avant fin 2012 - un Plan climat-énergie territorial devant s'appuyer sur un bilan des émissions de gaz à effet de serre (BEGES, obligatoire pour toutes « les personnes morales de droit privé employant plus de 500 personnes »).
Aux échelles régionales des schémas régionaux du climat, de l'air et de l'énergie (SRCAE) doivent contribuer à la cohérence, et la Trame verte et bleue (TVB) peut, y compris en ville contribuer à une meilleure résilience des écosystèmes et à atténuer les bulles de chaleur urbaine et les chocs thermiques et hydriques attendus (inondations, sécheresses, incendies…).
- Une consultation en ligne intitulée « Le climat change en France : votre avis nous intéresse » a été ouverte à tous via l'Internet le 13 septembre 2010. Elle porte sur les 202 propositions réunis par trois groupes de travail nationaux, et chacun peut y proposer de nouvelles mesures. Des réunions interrégioanales sont également prévues, sous l'égide des préfets et de l'Observatoire national sur les effets du réchauffement climatique (ONERC).
- Des réunions décentralisées régionales ou inter-régionales sont prévues, pour notamment présenter les 200 recommandations des 3 groupes nationaux de travail sur l'adaptation au changement climatique : Groupes thématiques sur

1. eau, biodiversité, santé et risques naturels ;
2. agriculture, forêt, énergie, tourisme, infrastructure et bâti ;
3. gouvernance, connaissance, éducation et financement.

En 2011 un nouveau Plan national d'adaptation au changement climatique (2011-2015) est adopté en juillet, avec 20 domaines, 84 actions déclinées en 242 items, rassemblés autour de 5 axes (qui ne concernent pas l'Outre-mer) :
1. améliorer la connaissance des effets du changement climatique pour éclairer la décision publique en matière d’adaptation ;
2. intégrer l'adaptation dans les politiques publiques ;
3. informer la société sur le changement climatique et les mesures d’adaptation à mettre en place (pour l'appropriation des enjeux et pour mieux agir) ;
4. considérer les interactions entre activités ;
5. expliciter les responsabilités des parties prenantes (en termes de mise en œuvre et de financement)

En 2014, le Conseil économique social et environnemental (CESE) publie un rapport sur l'adaptation de la France au changement climatique.
En 2015, le CEREMA (2015) publie un rapport sur le volet « transports » du PNACC).
En 2016, le PNACC entre en révision, dont pour se mettre en conformité avec l'Accord de Paris ; En application de la loi relative à la transition énergétique pour la croissance verte (TECV) un décret du 28 juin 2016 relatif aux plans climat-air-énergie (PCAET) prévoit notamment que les territoires concernés (EPCI à fiscalité propre de plus de 20 000 habitants et la métropole de Lyon) réalisent une analyse de vulnérabilité aux effets du changement climatique, et se dotent d'objectifs stratégiques et opérationnels en matière d'adaptation.
En 2017, la Stratégie nationale pour la mer et le littoral est publiée.
En 2018, 33 recommandations sont mises en ligne puis, le 20 décembre le second Plan national d'adaptation au changement climatique (PNACC-2) est publié.
En février 2023, le ministre de la Transition écologique, Christophe Béchu, installe le Comité de pilotage ministériel sur l'adaptation au changement climatique, chargé de travailler sur les conséquences de deux scénarios de réchauffement climatique, l'un à +2 °C et l'autre à +4 °C. Ce deuxième scénario ayant fait l'objet de polémiques, le ministre le justifie : « on ne vit pas sous cloche, d'autres pays continuent à avoir des pentes ne correspondant pas à l'Accord de Paris ». Le deuxième volet du sixième rapport du GIEC, publié en février 2022, évoquait la nécessité de prévoir des stratégies d'adaptation, car, si les politiques engagées ou annoncées à ce jour dans le monde ne changent pas, le réchauffement climatique atteindra 3,2 °C à la fin du siècle ; et comme le réchauffement en France est supérieur à la moyenne planétaire, le scénario défavorable se traduirait dans notre pays par +4 °C,.

## Financements des mesures d'adaptation
Les besoins estimés sont très importants.
L'adaptation et la vulnérabilité pourraient être pour partie intégrés (et financés ?) dans la croissance verte, mieux prises en compte parmi les critères d'écoélibibilité retenus pour les financements de la coopération international.
Des sources identifiées, outre les fonds créés localement ou régionalement existent :
- des fonds pouvant être établis, dont sous l'égide de l'ONU, à la suite des négociations internationales sur les changements climatiques ; trois fonds spéciaux pour l'adaptation ont été mis en place par la CCNUCC (Convention-Cadre des Nations unies sur les changements climatiques) et gérés par le Fonds pour l'environnement mondial ainsi qu'un Fonds d'adaptation qui pourrait devenir le principal instrument ;
- l’aide publique au développement (APD)[94] ;
- certaines Institutions financières internationales (Banque mondiale, Fonds monétaire international); Lors du G8 de Gleneagles (2005) les institutions financières ont été invitées à mieux soutenir les énergies propres dans les pays en développement. La Banque mondiale a produit un Cadre d'investissement dans des énergies propres au service du développement (Clean Energy Investment Facility, CEIF) dont l'un des 3 objectifs est l'aide à l'adaptation à la vulnérabilité et au changement climatique ;
- des agences bilatérales de développement[94] ;
- fonds du secteur privé[94] ;
- des écotaxes dans certains pays ;
- des fonds provenant de certaines ONG environnementales, et d'aide au développement ou issus du crédit coopératif et solidaire ;
- des propositions existent visant à mettre à contribution les marchés-carbone[94].

## Adaptation des écosystèmes
La résilience écologique face au « forçage environnemental » est un des facteurs-clé de l'adaptation de l'économie, agricole et forestière notamment.
La capacité actuelle des écosystèmes à supporter un réchauffement rapide et le changement global des écosystèmes résultant de la somme des activités humaines, tout en subissant les effets des pollutions et de la fragmentation écologique n'est pas connue. Pour mieux anticiper sur le futur, on essaye de mieux comprendre ce qui est déjà arrivé dans le passé, et à toutes les échelles écopaysagères, et spatio-temporelles (du nanomètre aux échelles planétaires, et de la seconde aux millénaires). On observe qu'une partie de la faune (oiseaux, certains insectes) a déjà changé ses comportements. La durée de feuillaison a évolué, mais on ignore dans quelle mesure les plantes peuvent par exemple remonter en altitude où elles peuvent notamment se trouver confrontées à un taux d'UV plus élevé, l'absence d'espèces symbiotes (pollinisateur, mycorhizateur…).
Le changement climatique peut affecter les organismes directement via des stress physiologiques et indirectement via les modifications de relations entre espèces (modification du réseau trophique et des relations prédateurs-proies notamment). Les effets combinés du changement climatique d'origine anthropique peuvent « altérer les interactions interspécifiques et produire des changements inattendus dans la distribution des espèces, la structure communautaire, et la diversité biologique ». C'est par exemple le cas en forêt méditerranéenne où les actions combinées de l'homme et du changement climatique augmentent les risques d'incendies et fragilisent la végétation.
Le changement climatique affecte également les forêts de montagne, notamment en basse altitude et dans des régions déjà chaudes et sèches : diminution des essences les moins tolérantes à la sécheresse remplacées par des feuillus, remontée en altitude des essences vulnérables, allongement de la durée de saison de végétation.
En Atlantique, de nombreuses espèces de poissons remontent très significativement vers le nord, mais en raison de la fragmentation croissante des paysages, la faune terrestre (hormis oiseaux et certains insectes) pourrait avoir plus de difficulté à s'adapter en migrant vers des « refuges » que dans les épisodes précédent de réchauffement, dont certains lors du Pléistocène ont aussi été brutaux. Une étude récente n'a pas non plus montré en France de nette remontée de la flore en altitude. Localement des modifications importantes de la flore sont observées, mais il est difficile de faire la part du climat et d'autres facteurs (eutrophisation, évolution de l'occupation des sols (recul du pâturage, boisements), fonte des glaces qui libèrent de nouveaux espaces, etc.).

### De l'adaptation d'ajustement à l'adaptation transformationnelle
Guillaume Simonet dans son article "De l’ajustement à la transformation : vers un essor de l’adaptation", a distingué deux formes d’adaptation ; l’adaptation d’ajustement et l’adaptation transformationnelle. En effet, alors que l’adaptation progressive d’ajustement maintien l’essence et les valeurs des systèmes existants, l’adaptation transformationnelle leur apporte des changements fondamentaux et plus importants.

### Documents
- Deuxième volet du sixième rapport d'évaluation du GIEC, consacré aux impacts et à l'adaptation au réchauffement climatique, et paru en 2022.
- Article sur le projet CLIMAQ Dans le cadre du projet européen CLIMAQ, neuf plantations réparties sur toute l'Aquitaine vont tester la résistance de douze essences d'arbres.
- Rapport du groupe de travail interministériel sur l’évaluation des impacts du changement climatique, du coût des dommages et des mesures d’adaptation en France
- La stratégie nationale d’adaptation au changement climatique, en France
- La plateforme collaborative Wiklimat développée par le Centre d’études techniques maritimes et fluviales (CETMEF) dans le cadre du Plan national d'adaptation au changement climatique (PNACC)
- Assemblée nationale : table ronde sur les « plans d’adaptation au changement climatique », 17 avril 2014 (Cadre : Mission d’information sur les « Conséquences géographiques, économiques et sociales des changements climatiques en France et préparation de la COP 21 en 2015 », avec audition de l’ONERC le 16 avril 2014) ; vidéo et rapport à mi-parcours (Suivi/évaluation)
- Avis du CESE sur l’adaptation au changement climatique (15 mai 2014, PDF? 82 pages) et présentation/résumé et note de synthèse. La section de l'environnement du Conseil économique social et environnemental a présenté, en séance plénière, son rapport sur l'adaptation, le 14 mai 2014 au Palais d'Iéna.

### Vidéographie
- Zoom sur les actions concrètes de la ville de Lille et la Métropole Européenne de Lille en matière d’adaptation au changement climatique (Voir la vidéo : Climatour #12 "La nature au cœur de l'adaptation des villes au climat de demain". Centre Ressource du Développement Durable - Cerdd (2018)
- Cool Towns (fr), 2021 : vidéo pédagogique sur les moyens de rafraichir la ville par certaines mesures d'urbanisme (source Programme Interreg / Cool Towns)

#### 2005-2010
- Stratégie nationale d’adaptation au changement climatique (pour la France), 97 pages, pdf; La documentation française, 2007,  (ISBN 978-2-11-006618-3)
- Rapport téléchargeable Changement climatique. Coûts des impacts et pistes d'adaptation. Rapport au Premier ministre et au Parlement. La documentation française.[PDF]
- Agrawala S & Frankhauser (2008), « Economic aspects of adaptation to climate change », Paris, OECD.
- Banque Mondiale (2010), Rapport sur le développement mondial 2010. Changement climatique et développement. Washington, D.C.
- Boe J (2007), Changement global et cycle hydrologique : Une étude de régionalisation sur la France, thèse de l'université Toulouse 3, soutenue le 23 novembre, 278 p.
- Commission Européenne (2009), Livre Blanc « Adaptation au changement climatique : vers un cadre d’action européen », COM (2009) 147 Final, Bruxelles, avril 2009, 19 pages[PDF].
- Commission Européenne (2007), Livre Vert « Adaptation au changement climatique en Europe : les possibilités d’action de l’Union Européenne », COM (2007) 354 Final, Bruxelles, juin 2007 [PDF]
- Dandin P (2006), Évolution du climat et sécheresses, Congrès de la FNCCR, Météo-France, Direction de la Climatologie, septembre 2006
- Deque P (2008), Scénarios climatiques Arpège : indices sur la France métropolitaine, 14 mai 2008.
- De Perthuis C (2009), Et pour quelques degrés de plus, Nos choix économiques face au risque climatique. Paris: Pearson.
- De Perthuis C & Delbosc A (2009), Idées reçues sur le changement climatique. Paris: Cavalier bleu.
- Downing T.E, Anthoff D, Butterfield B, Ceronsky M, Grubb M, Guo J, Hepburn C, Hope C, Hunt A, LI A, Markandya A, Moss S, Nyong A, Tol R.S.J & Watkiss P (2005) Scoping uncertainty in the social cost of carbon, DEFRA, Londres.
- Dumas P (2006), L'évaluation des dommages du changement climatique en situation d'incertitude : l'apport de la modélisation des coûts de l'adaptation. École des Hautes Études en Sciences Sociales, Thèse présentée par Patrice Dumas en vue d'obtenir le grade de Docteur de l'EHESS. Spécialité : Économie de l'Environnement. Thèse soutenue publiquement le 5 janvier 2006.
- Direction des études économiques et de l’évaluation environnementale (D4E) / ONERC (2008) « Impacts du changement climatique, adaptation et coûts associés en France – Document d’étape », rapport du Groupe de travail Interministériel, Paris, juin 2008.
- Drouet A (2009), Financer l’adaptation aux changements climatiques – ce que prévoit la Convention Cadre des Nations-Unies sur les changements climatiques, Note d'étude no 17 de la Mission Climat de la Caisse des Dépôts, Paris : Caisse des Dépôts et Consignations, avril 2009.
- Van Gameren V, Weikmans R & Zaccai E (2014), L'adaptation au changement climatique. La Découverte.
- GIEC / Climate Change (2007), Bilan 2007 des changements climatiques : Contribution des Groupes de travail I, II et III au quatrième Rapport d’évaluation du Groupe d’experts intergouvernemental sur l’évolution du climat, Équipe de rédaction principale, Pachauri, R K et Reisinger, GIEC, Genève.
- GIEC / Climate Change 2001, Contribution of Working Group III to the Third Assessment Report of the Intergovernmental Panel on Climate Change (IPCC/GIEC), B. Metz, O. Davidson, R. Swart and J. Pan, Eds., Cambridge University Press, Cambridge, 167-299.
- GIEC (2000), Résumé à l’attention des décideurs sur les scénarios d’émissions, du rapport spécial du Groupe de travail III du GIEC (2000)
- Godard O (2008), The Stern Review on the Economics of Climate Change: contents, insights and assessment of the critical debate. Revue S.A.P.I.EN.S.
- Godard O (2010), Cette ambiguë adaptation au changement climatique. Natures Sciences Sociétés, 18(3), 287-297.
- Hope C in Parry M & al (2009), « Assessing the cost of adaptation to climate change : a review of the UNFCCC and other recent estimates », IIED & Grantham Institute for Climate Change, London, pp 100-111.
- IARU (2009), The IARU International Scientific Congress on Climate Change: Global Risks, Challenges and Decisions, 10–12 mars, Copenhague, Danemark
- Kahrl F & Roland-Holst D (2008), California Climate Risk and Reponse, Research paper no 08102801. University of California, Berkeley, 127 pp.
- Klein R, Schipper E.L & Dessai S (2005), Integrating mitigation and adaptation into climate and development policy: three research questions, Environmental Science & Policy 8 (2005) 579–588
- Laukkonen J, Blanco P.K, Lenhaer J, Keiner M, Cavric B, Kinuthia-Njenga C (2009), Combining climate change adaptation and mitigation measures at the local level, Habitat International 33 (2009) 287–292
- Letard V, Flandre H & Lepeltier S (2004), La France et les Français face à la canicule : les leçons d'une crise, Rapport d'information du Sénat no 195 (2003-2004) fait au nom de la mission commune d'information, déposé le 3 février 2004.
- Magnan A (2009), Proposition d’une trame de recherche pour appréhender la capacité d’adaptation au changement climatique | VertigO – La revue électronique en sciences de l'environnement, 9(3).
- Metroeconimica LTD., (2006), Quantify the Cost of Impacts and Adaptation. Climate Change Impacts and Adaptation: Cross-Regional Research Programme, Royaume-Uni DEFRA
- Metroeconomica LTD. (2004), Climate Change Impacts and Adaptation: Cross-Regional Research Programme, Project E – Quantify the cost of impacts and adaptation, Royaume-Uni DEFRA
- MIES (2006), Plan Climat 2004 – actualisation 2006
- OCDE (2008), Expert Workshop on Economic Aspects of Adaptation to Climate Change, 7-8 avril 2008
- ONERC (2005), Collectivités locales et changements climatiques ; Quelles stratégies d'adaptation ?, Observatoire national des effets du réchauffement climatique, Paris, mai.
- ONERC (2007), Stratégie Nationale d’adaptation au changement climatique, La Documentation Française.
- ONERC (2009), « Evaluation du coût des impacts du changement climatique et de l’adaptation en France » ; Rapport de la deuxième phase des travaux du Groupe interministériel « Impacts du changement climatique, adaptation et coûts associés en France », ONERC, France, septembre.
- Parry M et al. (2009), Assessing the cost of adaptation to climate change : a review of the UNFCCC and other recent estimates, IIED et Grantham Institute for Climate Change, London
- Reysset B (2009), Définition d’une méthode générale de dénombrement des canicules pour le Groupe Interministériel « Impacts du Changement Climatique et Coûts Associés », MEEDDM/DGEC/LCES, avril 2009.
- Simonet G (2015) Une brève histoire de l'adaptation : l'évolution conceptuelle au fil des rapports du GIEC (1990-2014). Natures Sciences Sociétés, 23, S52-S64 DOI 10.1051/nss/2015018
- Stern N (2007), The Economics of Climate Change, The Stern Review, Cambridge University
- Swart R et al. (2009), Europe adapts to Climate Change : comparing national adaptation strategies, PEER report no 1, Helsinki, 280 p.

#### 2011-aujourd'hui
- Field CB, Barros VR, Mach K, Mastrandrea M. Climate change (2014) impacts, adaptation, and vulnerability. Contribution of Working Group II to the Fifth Assessment Report of the Intergovernmental Panel on Climate Change. URL: https://www.ipcc.ch/pdf/assessment-report/ar5/wg2/WGIIAR5-IntegrationBrochure_FINAL.pdf.
- Raphaël Stevens et Pablo Servigne, Comment tout peut s'effondrer, Éditions du Seuil (Collection Anthropocène), 2015
- [AR6 WGII TS] (en) Climate Change 2022 : Impacts, Adaptation and Vulnerabilty : Technical Summary, GIEC, février 2022, 84 p. (lire en ligne [PDF]).
- Vert J., Schaller N., Villien C. (coord.), 2013. Agriculture Forêt Climat : vers des stratégies d'adaptation, Centre d'études et de prospective, Ministère de l'Agriculture, de l'Agroalimentaire et de la forêt, 284 p. http://agriculture.gouv.fr/IMG/pdf/CEP_Prospective_agriculture_foret_climat_cle0f7d9d-1.pdf
- Naomi Klein Tout peut changer : Capitalisme et changement climatique, Actes Sud, 2015
- Kergomard C, « Transition énergétique et adaptation au changement climatique: quels bénéfices pour la qualité de l'air ? », sur inist.fr, 2015

### Guides ou études de cas

#### 2007-2010
- « Changing Climate, Changing Communities : Guide and Workbook for Municipal Climate Adaptation » Guide de l'ICLEI, téléchargeable, destiné aux municipalités, produit avec le ministère canadien chargé de l'environnement (en anglais)
- Climate Change Adaptation Actions for Local Government ; produit par le SMEC Australia au Australian Greenhouse Office, par le Department of the Environment and Water Resources, 2007.
- Casilda Saavedra and William W. Budd, 2009, Change and Environmental Planning: Working to Build Community Resilience and Adaptive Capacity in Washington State, USA, Washington State, États-Unis,
- [PDF] Iqbal Kalsi, 2009, Ppt : Extreme Temperature Protocol in Middlesex-London

#### 2011-aujourd'hui
- Adaptation au changement climatique : 12 fiches pour agir dans les collectivités locales, Ademe, 2012 (lire en ligne)
- Valéry Morard, « Guide d’accompagnement des territoires pour l'analyse de leur vulnérabilité socio-économique au changement climatique », Études & documents, Commissariat général au développement durable (CGDD), no 37,‎ février 2011, p. 44 (lire en ligne)
- Les entreprises et l’adaptation au changement climatique, Observatoire national sur les effets du réchauffement climatique (ONERC), Entreprises pour l'environnement (EpE), 2014, 56 p. (lire en ligne)
- S'adapter au changement climatique en Hauts-de-France, guide comprenant 11 fiches actions co-construites avec le Groupe de Travail "Adaptation au changement climatique" du CERDD et piloté par l’ADEME et le Conseil Régional des Hauts-de-France. (lire en ligne)
- Nabil Wakim, Chaleur humaine. 18 réponses à la menace climatique, Seuil, 13 octobre 2023, 320 p. (EAN 9782021544183, lire en ligne)